# Regional District of North Okanagan
Regional District of North Okanagan är ett regionalt distrikt i provinsen British Columbia i Kanada. Antalet invånare är 84 354 (år 2016) och ytan är 7 500 kvadratkilometer.
I Regional District of North Okanagan finns kommunerna Armstrong, Coldstream, Enderby, Lumby, Spallumcheen och Vernon.